# Mikhaïl Xemiakin
Mikhaïl Xemiakin (nom complet Mikhaïl Mikhàilovitx Xemiakin) (Moscou (Rússia), 4 de maig, 1943), és un artista i escultor soviètic i estatunidenc. Ha estat laureat amb el Premi Estatal de la Federació Russa (1993), el reconeixement com Artista del Poble de Kabardino-Balkària, així com també Artista del Poble d'Adiguesia i és Doctor Honoris Causa de diverses institucions d'educació superior.

## Biografia
Mikhaïl Shemyakin va recordar el seu naixement:
| « | "Quan ens van donar l'alta de l'hospital, ens van allotjar en un dels apartaments comunals de Moscou, on la meva àvia i les meves tietes joves van anar corrents. I aviat va arribar el pare del front durant un parell de dies per veure el seu fill i dur a terme la cerimònia d'iniciació als genets.I així, a primera hora del matí, es va sentir el so de les peülles al pati d'una casa de Moscou i va aparèixer el meu pare muntat en un cavall ben pentinat. Havent desmuntat, em va prendre de les mans de la meva mare i em va portar al cap del cavall, que es va quedar quiet i només va moure el seu gran ull. Vaig cridar feliçment i li vaig estendre la mà. "Serà un autèntic genet!" —va exclamar el pare en veu alta, girant-se cap a la mare, i, aixecant-me a la sella, agafant-me amb la mà, va fer fer tres voltes en cercle amb el cavall, acompanyat per les mirades sorpreses dels residents de la casa que s'acostaven a les finestres. Així és com em vaig convertir en genet." | » |

De 1945 a 1957 va viure amb els seus pares a Dresden (RDA). El 1957, Mikhaïl, de 14 anys, va tornar a l'URSS, a Leningrad.
El 1957 va ser acceptat a l'escola secundària d'art de l'Institut de Pintura, Escultura i Arquitectura I. E. Repin, on va estudiar de 1957 a 1961. El 1961 va ser expulsat de l'Escola Secundària d'Art. Del 1959 al 1971 va treballar de carter, de vigilant de seguretat i durant cinc anys va treballar d'aparellador a l'Ermita. El 1962, la primera exposició de Shemyakin es va inaugurar a la redacció de la revista "Zvezda".
El 1967 va fundar el grup d'artistes "Petersburg". Juntament amb el filòsof Vladimir Ivanov, va crear la teoria de la síntesi metafísica, dedicada a la recerca de noves formes de pintura d'icones basades en l'estudi de l'art religiós de diferents èpoques i pobles. Durant dos anys va ser novici al monestir de Pskov-Pechersky, durant el període en què el monestir estava dirigit per l'abat, l'arximandrita Alipy (Voronov).
El 1971 va emigrar de l'URSS: després de nombroses detencions per exposicions, confiscacions d'obres i tractament forçat en hospitals psiquiàtrics, el 1971 les autoritats van obligar Shemyakin a emigrar sota amenaça de processament penal. Segons Mikhaïl Shemyakin, l'iniciador de la persecució sovint no era el KGB de l'URSS, sinó la Unió d'Artistes de l'URSS.
Des del 1971, va viure a París amb la seva dona, Riva (Rebecca) Modlina, i la seva filla Dorothea. Va organitzar exposicions i va publicar les obres dels seus col·legues, artistes russos i escriptors inconformistes. El 1981 es va traslladar a Nova York. Iniciada a la dècada del 1960, la seva recerca sobre l'art de tots els temps i nacions ha crescut fins a convertir-se en una col·lecció de milions d'imatges, estructurades segons categories tècniques, històriques i filosòfiques, per les quals l'artista ha estat guardonat amb cinc doctorats honoris causa. Aquesta col·lecció va servir de base per a la creació de l'Institut de Filosofia i Psicologia de la Creativitat (França).
L'any 2000 va fundar l'Imaginary Museum a Hudson, Nova York, que presenta exposicions sobre temes de recerca. Entre el 2002 i el 2003 va crear 21 episodis de la sèrie "El museu imaginari de Mikhaïl Shemyakin" per al canal rus "Kultura". Des del 2009, organitza exposicions basades en la seva recerca a la Fundació d'Artistes Mikhaïl Shemyakin de Sant Petersburg. El 2013 va publicar els primers catàlegs de resultats de recerca. El 2014, va donar suport a l'annexió de Crimea per part de la Federació Russa. Al mateix temps, Shemyakin va expressar la seva preocupació pels sentiments anti-occidentals a la societat russa.

## Família
- Mare - Iúlia Nikolaevna Shemyakina (1916-1999), graduada a l'Institut de Teatre de Leningrad, va ser actriu de teatre i cinema.  l'actriu Iúlia Nikolaevna Predtechenskaya, en el seu primer matrimoni amb Blinova, en el segon amb Shemyakina (1916-1999), filla de Nikolai Alekseevich Predtechensky, graduat a l'Escola d'Enginyeria Naval de l'Emperador Nicolau I a Kronstadt.[10] Graduat a l'Institut de Teatre de Leningrad. Actriu del Teatre de Comèdia que porta el nom de N. P. Akimov. Va actuar en pel·lícules (Друзья, 1938). Esposa de l'actor Boris Blinov de 1933 a 1942. Durant la guerra a Moscou, va ser actriu al Teatre Taganka. De 1945 a 1956 va viure a Alemanya, on servia el seu segon marit. El 1956 va començar a treballar com a actriu de teatre de titelles a l'Evg. teatre de titelles. Demmeni, aleshores vivia a Riga. A la dècada del 1970 va emigrar a França per reunir-se amb el seu fill. A París, va crear el teatre de titelles Matriochka de Paris. Va morir el 1999 als EUA, a Claverack, a la finca del seu fill. Va escriure poesia i memòries.[11]
- Pare: Mikhaïl Petrovich Shemyakin (1908-1977), coronel de la guàrdia, comandant de la 8a Brigada de Fusellers Motoritzats de l'Ordre de la Bandera Roja de Bobruisk de Suvorov i Kutuzov. Provenia de la família kabarda Kardanov, va quedar orfe jove i va rebre el seu cognom del seu padrastre, Shemyakin. Va ser enterrat a Moscou, i després, complint el seu testament, va ser enterrat de nou a Kabarda, al cementiri de la ciutat de Chegem. Mikhaïl Petrovich Shemyakin (1908-1977), que va quedar orfe jove i va rebre el cognom Shemyakin del seu padrastre, l'oficial de la Guàrdia Blanca Shemyakin. El pare adoptiu va ser posteriorment afusellat, i el jove Mikhaïl Shemyakin (sènior) es va convertir en fill d'un regiment de l'Exèrcit Roig, als 13 anys va rebre una de les primeres Ordres de la Bandera Roja, i tota la seva vida va afirmar que pertanyia a la família Kardanov de Kabard.[12][13] El coronel de la guàrdia Shemyakin va acabar la Gran Guerra Patriòtica com a comandant de la 8a Brigada de Fusellers Motoritzats de l'Orde de la Bandera Roja de Bobruisk de Suvorov i Kutuzov i titular de sis ordres.[14][15][14][16][14]
  - Mikhaïl Shemyakin es va casar dues vegades.
- Primera esposa (1963-1981) - Riva (Rivka, Revekka) Borisovna Modlina (6 de setembre de 1934-2014), escultora, artista. El 1958 es va graduar a l'escola d'art de Leningrad. Esposa de l'artista Richard Vasmi a la dècada del 1950, i de l'artista Alexander Arefiev entre el 1960 i el 1962. L'estiu de 1971, va emigrar amb la seva filla Dorothea Shemyakina. Visqué a París, des del 1983 - a Grècia; a la dècada del 2000 vivia al districte de Loches (França).[17]
  - Filla Doroteya Mikhailovna Shemyakina (9 de maig de 1964 - 20 de gener de 2018), artista, pintora, artista gràfica de llibres. Del 1986 al 2018 va viure a Atenes. Va morir després d'una llarga malaltia; forma greu de diabetis mellitus.[18]
- Segona esposa - Sarah de Kay[22].

## Activitat creativa
Hi ha quatre monuments dedicats a Shemyakin a Sant Petersburg:
Pere el Gran,

- - víctimes de la repressió política,
  - als arquitectes pioners de Sant Petersburg.
  - Passeig del tsar a Strelna.
  - Una còpia del monument a Pere el Gran va ser erigida a la ciutat de Loches, França, a la regió Centre, a la vora del riu Indre. El monument es troba al jardí de la vil·la de l'artista.

- El 2001 es va inaugurar a Londres un monument dedicat al tri centenari de la visita de Pere el Gran a Londres, i a Moscou es va inaugurar una composició escultòrica titulada "Nens: víctimes dels vicis adults".

- El 2003, es va inaugurar un monument a Anatoli Sobchak a Sant Petersburg i la composició "El passeig del tsar" es va inaugurar al Palau de Constantí.

- El 1967 va posar en escena l'òpera "El nas" de D. Xostakóvitx a l'estudi del Conservatori de Leningrad.

- A la dècada del 1990 i fins avui, juntament amb el pallasso V. Polunin, organitza processons i espectacles a Sant Petersburg, Moscou i Venècia.

- El 2001, al Teatre Mariinsky, Shemyakin va posar en escena la seva pròpia versió del ballet El Trencanous de P. Tchaikovsky amb coreografia de Kirill Simonov.

- El 2005, va posar en escena un ballet basat en el conte de fades d'E. T. A. Hoffmann, "La nou màgica", amb llibret i disseny propis, música original de Sergei Slonimsky i coreografia de Donvena Pandoursky.

- El 2006, el Teatre Mariinsky va posar en escena tres ballets d'un acte dissenyats per Chemiakin i coreografiats per Donvena Pandoursky.

- El 2010, va crear una nova versió del ballet «Coppelia» de L. Delibes per al Teatre Nacional d'Òpera i Ballet de Lituània amb el coreògraf Kirill Simonov.

- El 2007, Shemyakin va tornar a França, on es va establir prop de la ciutat de Châteauroux[23].

- El rang en què treballa Mikhaïl Shemyakin és molt ampli: des del dibuix fins a l'escultura monumental, el teatre i el cinema. Els temes de la seva obra també són variats: des del grotesc teatral fins a les imatges metafísiques.

## Obres
Monumental

- "Cíbele", bronze; fins a l'octubre del 2006, estava ubicat al carrer Prince del SoHo, a la ciutat de Nova York, EUA.[24]
- Monument a Pere I a la Fortalesa de Pere i Pau, Sant Petersburg, 1991.
- Memorial a les víctimes de la repressió política (Esfinxs metafísiques), Sant Petersburg, 28 d'abril de 1995
- Monument als "Arquitectes-pioners de Sant Petersburg", Sant Petersburg, 1995.
- Làpida a la tomba de Saveliy Kramarov, San Francisco, 1997.
- Monument al 200è aniversari de la mort de Giacomo Casanova, erigit davant del Palau Ducal de Venècia (Itàlia), 1998. El monument va estar instal·lat durant sis mesos, ja que la col·locació de monuments moderns està prohibida a Venècia.
- Monument al professor Harold Uecker "Diàleg entre Plató i Sòcrates". Universitat Hofstra, Hempstead, WA, Nova York, 1999.
- Làpida de Mikhaïl Manévitx al cementiri de Volkovskoye a Sant Petersburg, 1999.
- Monument a Pere el Gran a Deptford, Londres, 2001.
- "Els infants són víctimes dels vicis dels adults"; Moscou, 2001.
- El monument "El Passeig del Tsar" al parc del Palau de Constantí a Strelna, 2003.
- Làpida d'Anatoly Sobchak al cementiri de Nikolskoye a Sant Petersburg, 2003.
- Monument a Vladimir Vysotsky a Samara, 25 de gener de 2008.
- Monument a les víctimes del terror, Vladikavkaz, 2010.
- Monument "En memòria de la guerra oblidada que va canviar el curs de la història", Technopolis GS, 2014.
- Composició escultòrica "Home-Rellotge", Shchyolkovo, 2014.

Obres i representacions teatrals

- Producció de l'òpera "El Nas", Teatre del Conservatori de Leningrad, 1967.
- El 1996, juntament amb Vyacheslav Polunin i Terry Gilliam, va crear l'obra de teatre "Diablo / Devil" en el gènere de "pallasso filosòfic infernal".[19] 1996.
- Va crear el disseny de l'escenari per a la plaça de Sant Marc durant el Carnaval de Venècia. Com a part de la celebració, juntament amb Vyacheslav Polunin i Anton
- Adasinsky, va organitzar l'esdeveniment "Memento mori" utilitzant les seves escultures, 1998.
- Va organitzar una processó de màscares "Carnaval de Sant Petersburg a Venècia" amb la participació d'Anvar Libabov i Onofrio Colucci, 1998.
- El ballet El Trencanous, una producció del Teatre Mariinsky del 2001, en què Mikhaïl Shemyakin va ser l'autor dels esbossos: vestuari, màscares, escenografia, i també va treballar en el llibret.[20]
- Estrena del ballet en un acte "La princesa Pirlipat, o la noblesa castigada", llibret de M. Shemyakin basat en un argument d'E. T. A. Hoffmann, música de S. Slonimsky, coreografia de K. Simonov, producció i disseny de M. Shemyakin. Teatre Mariinsky, Sant Petersburg, 2003.
- Estrenes de tres ballets en un acte: Metafísica (S. Prokófiev), La mansa (S. Rakhmàninov), La consagració de la primavera (I. Stravinski). Escenografia i vestuari de Mikhail Chemiakin, coreografia de Donvena Pandoursky. Teatre Estatal d'Òpera i Ballet, Sofia, Bulgària; Teatre Mariinsky, Sant Petersburg, 2005.
- Va organitzar l'"Ambaixada de Pere el Gran" a la Plaça de Sant Marc com a part del programa del Carnaval de Venècia juntament amb Anton Adasinsky, Vyacheslav
- Polunin, Alexander Mirochnik i el personal del Teatre Mariinsky, el febrer de 2007.
- Va organitzar l'espectacle "Ambaixada de Pere el Gran" al Manege de Sant Petersburg, juntament amb Anvar Libabov, Alexander Mirochnik i el personal del Teatre Mariinsky, 2008.

## Animació
Del 2001 al 2018, l'estudi Soyuzmultfilm va treballar en la creació del dibuix animat de titelles "Hoffmaniada", basat en esbossos de l'artista Mikhaïl Shemyakin.
Projectes de televisió

- «El Museu Imaginari de Mikhaïl Shemyakin» és una sèrie de programes del canal Kultura que presenten conferències visuals sobre la història de l'art.[21]

Exposicions

En el període de 1981-1982 a Nova York hi va haver diverses exposicions conjuntes amb l'artista de Kíiv Alexander Kostetsky.

## Premis
- Artista popular de Kabardino-Balkaria.
- Artista del Poble d'Adigea.
- Guardonat amb una medalla al Concurs Llibre de Venècia per les seves il·lustracions per a la col·lecció Epigrama clàssic espanyol, 1971.
- Doctorat honoris causa per la Universitat de San Francisco, 1984.
- Doctorat honoris causa per l'Acadèmia Europea d'Arts de França, 1987.
- Doctorat honoris causa del Cedar Crest College, Allentown, WA. Pennsilvània, 1989.
- Premi Estatal de la Federació Russa 1993 en Literatura i Art (28 de desembre de 1993) — per obres dels darrers anys.[22]
- Cavaller de l'Ordre de les Arts i les Lletres (França, 1994).
- Doctorats honoris causa: Universitat Estatal Russa per a les Humanitats (RSUH; Moscou) i Universitat de la República Kabardino-Balkària, Nalchik, 1996.
- Medalla d'Or «Als Dignificats» de l'Acadèmia Russa d'Arts, Moscou, 1998.
- Premi Sofit d'Or — com a millor artista de teatre del 2001 (Sant Petersburg, 2001).
- Premi Petropol per una contribució única a la cultura de Sant Petersburg, 2001.
- Guanyador del premi Màscara d'Or en la categoria Millor Obra Artistica en Teatre Musical (per l'actuació El Trencanous al Teatre Mariinsky), Moscou, 2002.
- Premi especial "Baltika" a la millor obra d'autor en teatre (Sant Petersburg, 2002).
- Ordre de l'Amistat (Rússia), 28 d'octubre de 2009) — per una important contribució al desenvolupament dels llaços culturals amb la Federació Russa, la preservació i popularització de la llengua russa i la cultura russa.[23]
- Insígnia d'Honor de la Federació Russa "Per la seva contribució a la cultura russa" (2018, Ministeri de Cultura de la Federació Russa).[24]
- Premi de cinema "Ícar (premi de cinema)" en la nominació a "Artista" per la pel·lícula d'animació "Hoffmaniada" (Moscou, 2019).

## Xemiakin i Visotski
Vegeu també: Discografia de Vladimir Vysotsky al seu arxiu de la Viquipèdia rusa.
Mikhaïl Shemyakin i Vladimir Vysotsky es van conèixer a París gràcies a Mikhaïl Baryshnikov i van ser amics per sempre. Vysotsky va dedicar les seves cançons a Shemyakin (un total de 12 cançons i poemes); Ell, al seu torn, va dibuixar il·lustracions per a les seves obres, i després de la seva mort va crear un monument al poeta, erigit a Samara.
Les gravacions de Vysotsky es van fer a París entre 1975 i 1980 a l'estudi de Mikhaïl Shemyakin. Konstantin Kazansky va acompanyar Vysotsky amb la segona guitarra. Aquestes gravacions es van publicar només el desembre de 1987, pel 50è aniversari de Vysotsky, després d'haver estat processades a Nova York per l'enginyer de so Mikhaïl Liberman. La sèrie “Vladimir Vysotsky en els enregistraments de Mikhaïl Shemyakin” inclou set discos de vinil. Tota la sèrie va ser posteriorment reeditada en CD.
En memòria de l'obra de Vysotsky, Shemyakin va crear una sèrie de litografies dedicades a les seves cançons i poemes. Les litografies es van imprimir només el 1991 i van ser publicades íntegrament el 2010 per Ruchnaya Pechat.

## Shemyakin i Alyosha Dimitrievich
Vegeu també: Dimitrievich, Alexey Ivanovich al seu arxiu de la viquipèdia rusa
El 1975, Shemyakin va publicar un àlbum en solitari del cantant i intèrpret gitano Alyosha Dimitrievich al seu estudi, que es va distribuir en cintes semi-underground per tota l'URSS. De fet, aquest va ser un dels primers enregistraments que va introduir a un ampli públic soviètic la creativitat dels emigrants.